# Gnophos orthogonia
Gnophos orthogonia är en fjärilsart som beskrevs av Eugen Wehrli 1939. Gnophos orthogonia ingår i släktet Gnophos och familjen mätare. Inga underarter finns listade i Catalogue of Life.